# Kosovo Polje (nádraží)

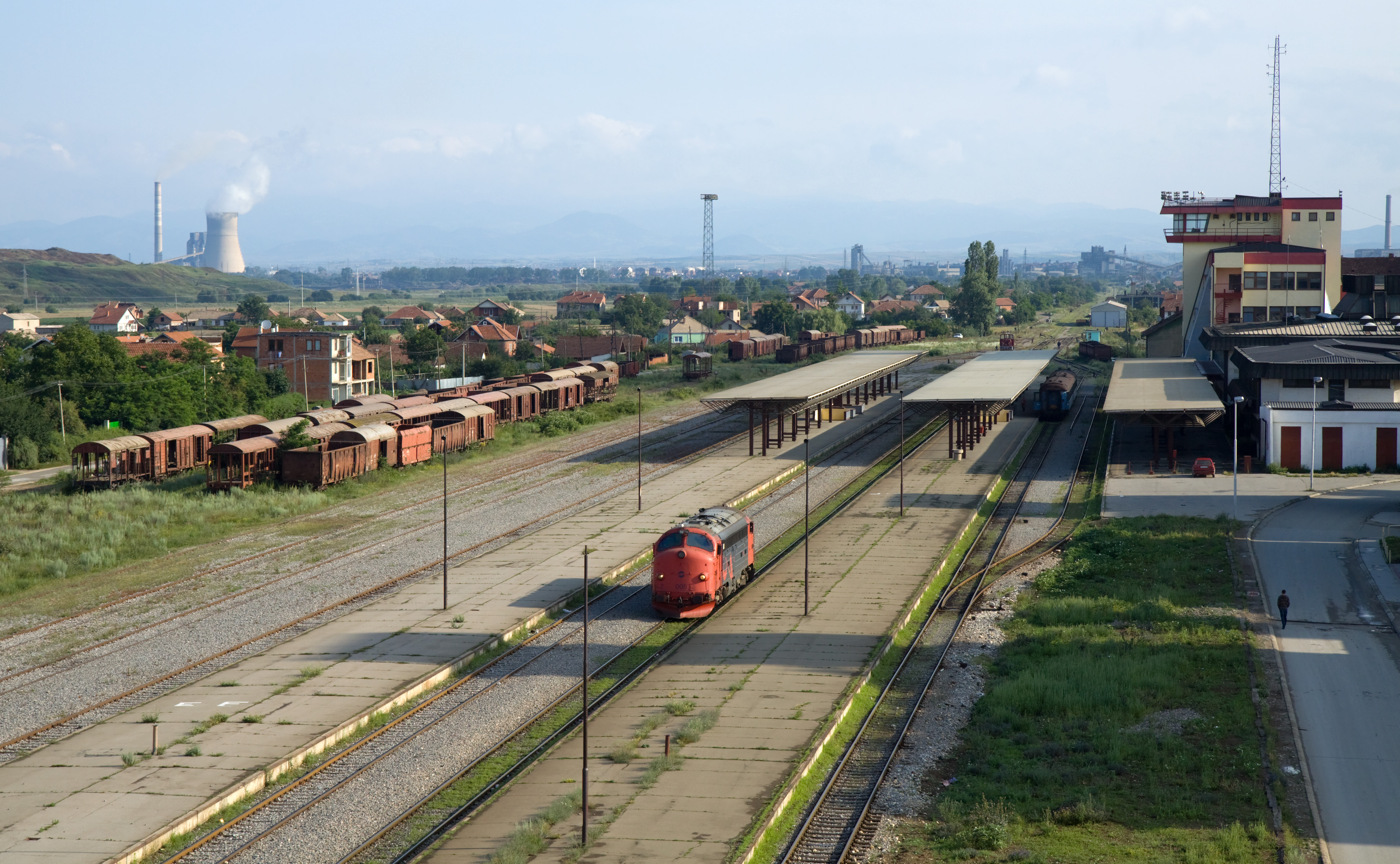
Pohled na budovu nádraží.

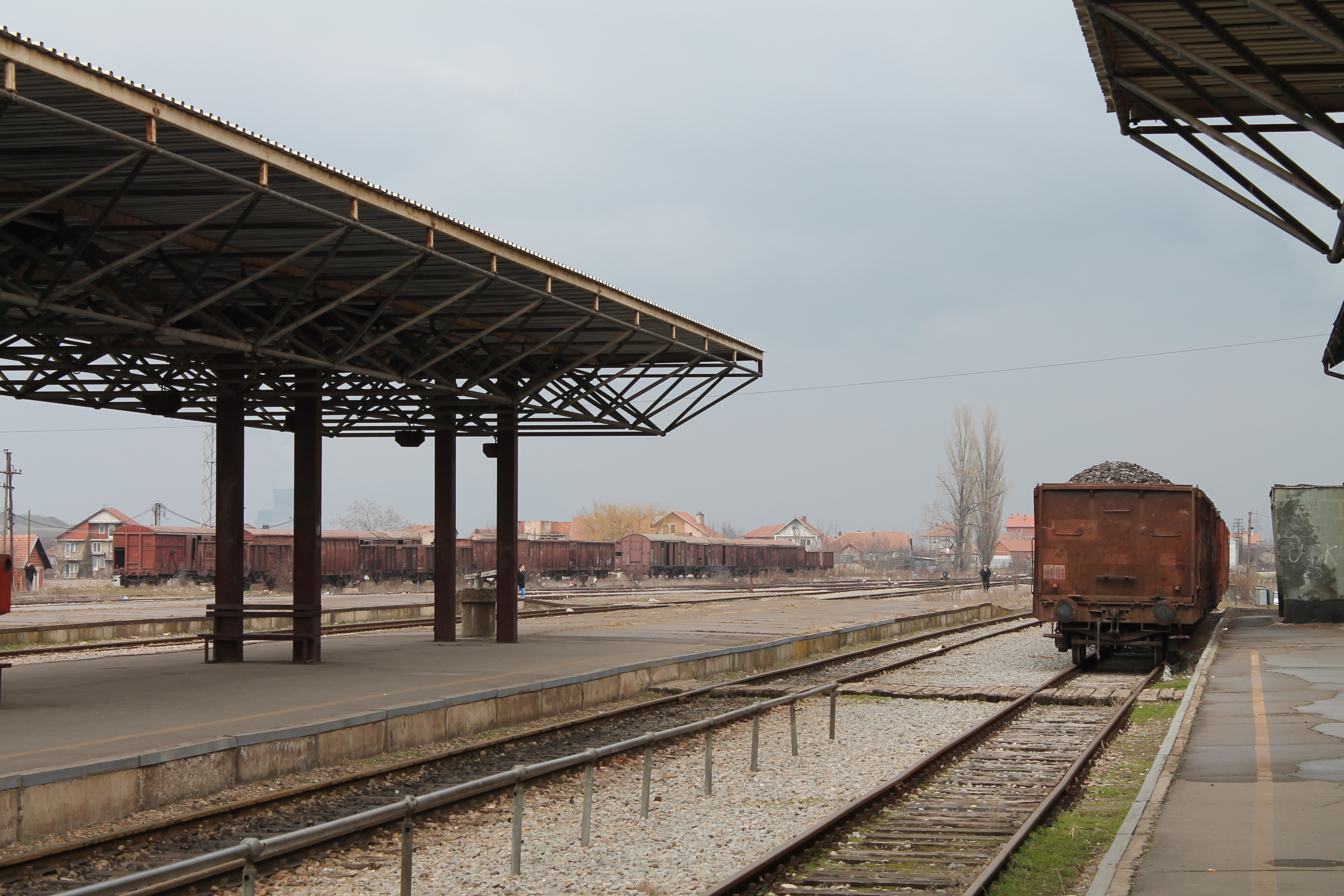
Nástupiště.

Železniční stanice Kosovo Polje (albánsky Fushë Kosovë) je hlavním železničním nádražím pro celé Kosovo. Zajišťuje dopravní obslužnost pro hlavní město Prištinu. Na toto nádraží ústí několik železničních tratí, např. Kraljevo–Kosovo Polje, Kosovo Polje–Peć, Kosovo Polje–Prizren a Doljevac–Kosovo Polje. V blízkosti nádraží se nachází i železniční depa a železniční muzeum.

## Historie
Nádraží bylo zprovozněno v roce 1874 v souvislosti s výstavbou první železniční trati do Kosova ve směru ze současné Severní Makedonie.
Nádraží má celkem tři nástupiště a moderní odbavovací budovu, která byla zbudována během existence socialistické Jugoslávie v brutalistickém stylu. Vzhledem k rychlému růstu nedaleké Prištiny po druhé světové válce byla velmi akutní potřeba modernizace a přestavby tohoto nádraží. V roce 1964 připravil projekt nové budovy tehdejší jugoslávský architekt Nikola Dobrović, projekt však nebyl realizován. Současná budova nádraží byla vybudována v polovině 80. let 20. století a zprovozněna roku 1986.
V září 1999, po skončení války v Kosovu, byl na toto nádraží vypraven vlak Kosovo rain For Life, který přivezl 400 tun humanitární pomoci. Vlak byl vypraven původně z Spojeného království a cestoval přes celou Evropu až do Kosova.
V 21. století bylo využití stanice poměrně nízké, vzhledem k malému počtu spojů na území Kosova, tak i do sousedních zemí.